# Michael Konsel
Michael Konsel (Viena, Austria, 6 de marzo de 1962)  es un exfutbolista austriaco, que se desempeñó como portero y que militó en diversos clubes de Austria e Italia. Fue seleccionado internacional austriaco, en 43 oportunidades y disputó 2 Copas del Mundo FIFA, con el seleccionado de su país.

## Clubes
| Club            | País    | Año         |
| --------------- | ------- | ----------- |
| First Vienna FC | Austria | 1982 - 1984 |
| Rapid Viena     | Austria | 1984 - 1997 |
| AS Roma         | Italia  | 1997 - 1999 |
| Venezia         | Italia  | 1999 - 2000 |

## Selección nacional
Ha sido internacional con la Selección de fútbol de Austria; donde jugó 43 partidos internacionales por dicho seleccionado. Incluso participó con su selección, en 2 Copas Mundiales. La primera Copa del Mundo en que Konsel participó, fue en la edición de Italia 1990 y la segunda fue en Francia 1998, donde su selección quedó eliminado, en la primera fase de ambos mundiales.